# Rochusberg (Rheinhessen)

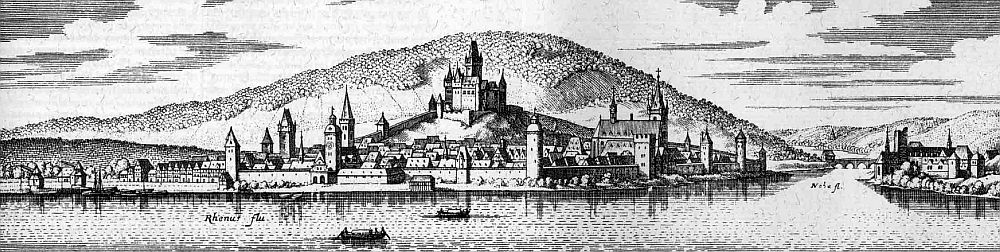
Rochusberg – Auszug aus der Topographia Hassiae von Matthäus Merian, 1655

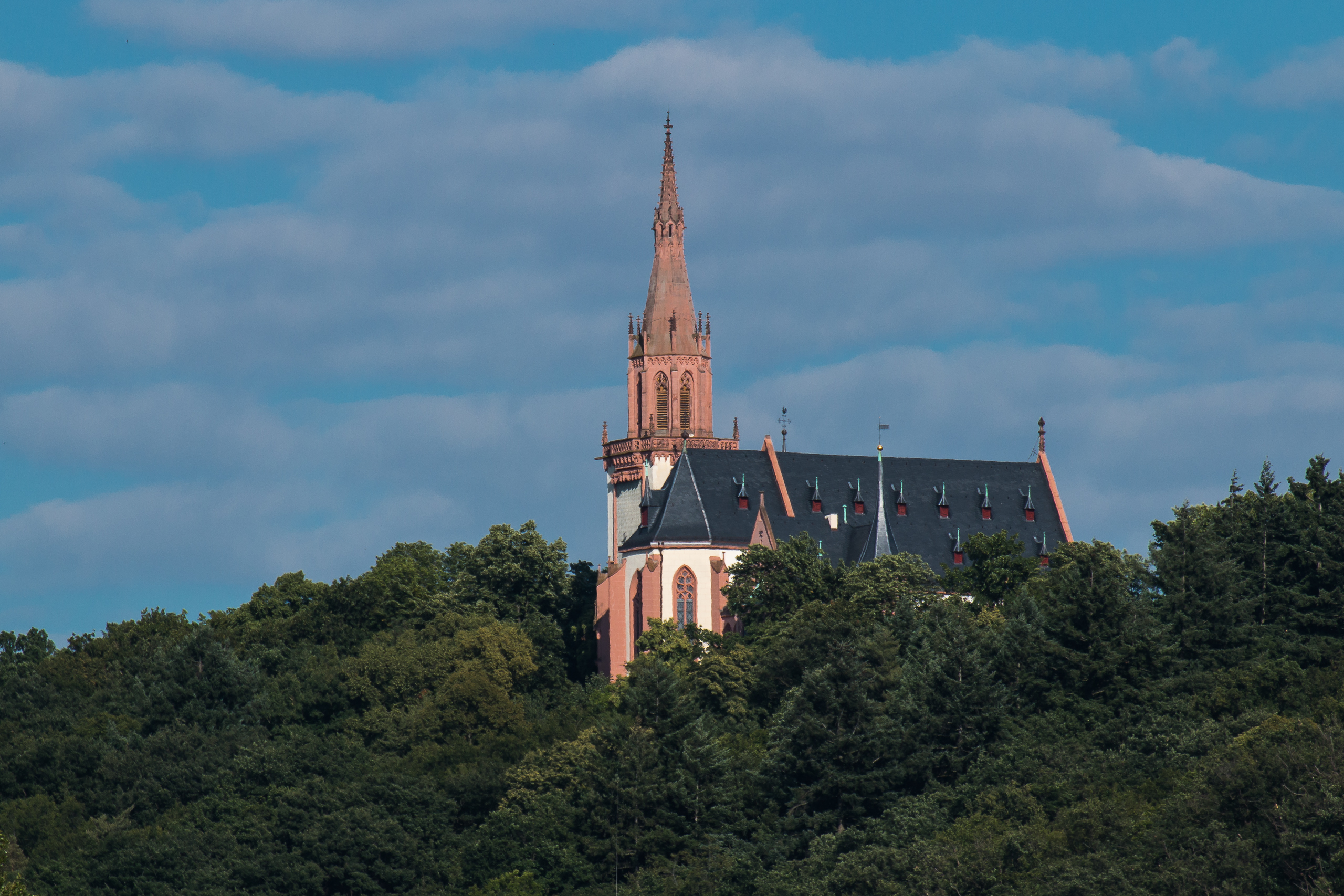
Rochuskapelle im Nordosten des Rochusbergs

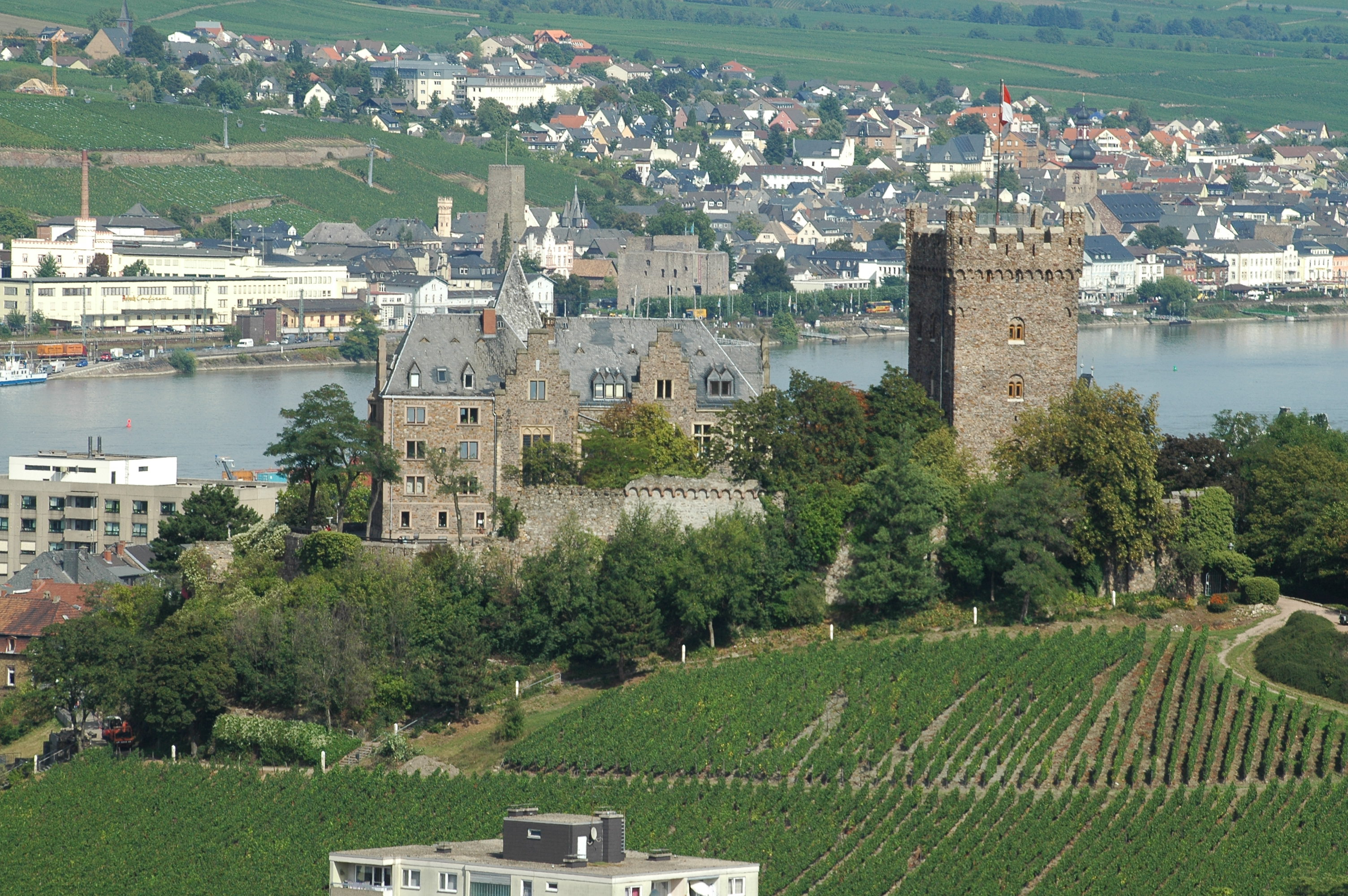
Burg Klopp auf dem Rochusberg-Vorgipfel Kloppberg mit dem Rhein

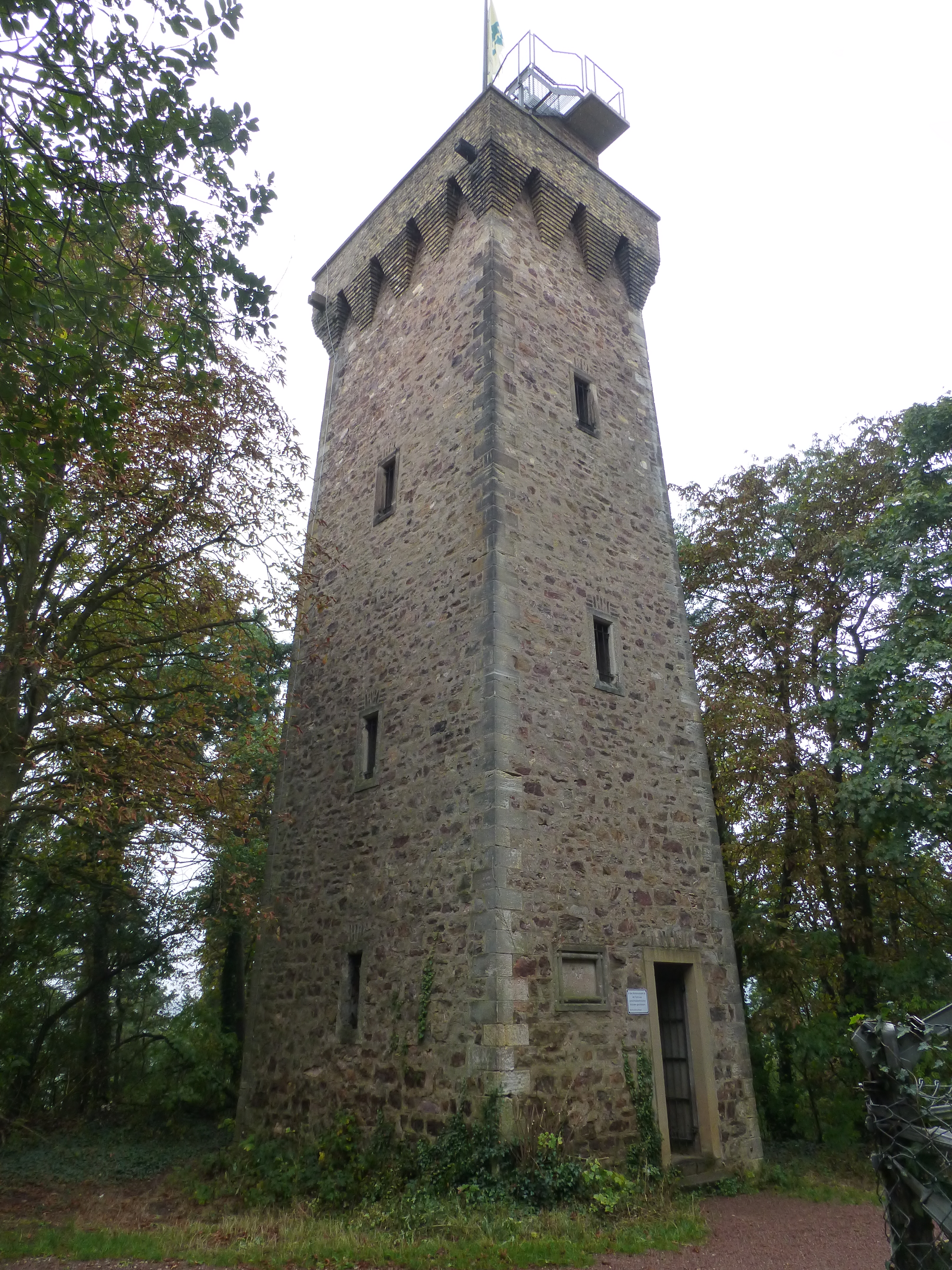
Kaiser-Friedrich-Turm (Bingen) 2015

Der Rochusberg in Bingen am Rhein im rheinland-pfälzischen Landkreis Mainz-Bingen ist mit etwa 245 m ü. NHN die zweithöchste Erhebung im Stadtgebiet. Dessen höchste Erhebung ist der beim Stadtteil Dromersheim an der Grenze zu Gau-Algesheim und Ockenheim liegende Jakobsberg (273,8 m) mit dessen Südwestsporn Hörnchen (ca. 260 m).

## Geographie

### Lage
Der Rochusberg liegt südöstlich von Zentral-Bingen. Er erstreckt sich von dessen Stadtteil Kempten am Rhein auf rund 3 km Länge in südwestlicher Richtung bis zur Nahe, die im Tal der westlichen Flanke auf den letzten Kilometern vor ihrer Einmündung in den Rhein fließt. Jenseits der Nahe befindet sich, dem Rochusberg nordwestlich benachbart, Bingerbrück mit der Elisenhöhe (207,6 m) und dem angrenzenden Binger Wald (max. 638,6 m). Südlich des Berges liegt der Stadtteil Büdesheim.

### Naturräumliche Zuordnung
Der Rochusberg bildet in der naturräumlichen Haupteinheitengruppe Nördliches Oberrheintiefland (Nr. 22), in der Haupteinheit Unteres Nahehügelland (228) und in der Untereinheit Binger Wald-Vorland (228.1) den Naturraum Rochusberg (228.14), wobei seine Landschaft nach Westen in den Rochusbergdurchbruch (228.13) mit der Nahe abfällt. In südlichen Richtungen fällt sie in die Untere Naheebene (229) ab – mit der Naheniederung (229.00; Süden), der Büdesheimer Ebene (229.01; Südsüdosten) und der Ockenheimer Schwelle (229.02; Südosten). Gemeinhin wird der Berg dem Rheinhessischen Hügelland zugerechnet, womit die gesamte Region Rheinhessen bezeichnet wird.

### Berghöhe
Der Rochusberg ist im Bereich der auf der Gipfelregion stehenden Sporthalle Jahnhalle etwa 245 m hoch. Auf dem nebenan liegenden Sportplatz Jahnplatz, der sich außerhalb des 245-m-Höhenlinienrings befindet, ist auf topographischen Karten eine 244,9 m hohe Stelle verzeichnet. Auf dem nahe den Sportanlagen liegenden Westsüdwestende des Berges steht auf etwa 242 m Höhe der Aussichtsturm Kaiser-Friedrich-Turm. Südlich davon liegt als Südwestsporn des Berges der 226,9 m hohe Scharlachkopf. An der im Nordostteil der Erhebung stehenden Rochuskapelle ist der Rochusberg nur noch etwas mehr als 185 m hoch.

## Landschaftsschutzgebiet
Auf dem gesamten Rochusberg liegen Teile des Landschaftsschutzgebiets Rheinhessisches Rheingebiet (CDDA-Nr. 555513997), das 1977 ausgewiesen wurde und 6,52 km² groß ist.

## Geologie
Der Rochusberg liegt im Randbereich (also der ehemaligen Küstenzone) des Mainzer Beckens und führt Quarzit und Schiefer aus dem Devon, da er einen Ausläufer des Rheinischen Schiefergebirges bildet und durch die Nahe von diesem getrennt wird. Die Hänge des Berges sind von den für Rheinhessen typischen Weinbergen geprägt.

## Ökonomie
Die Flanken des Berges sind vom Weinbau geprägt. Hier finden sich im Bereich Bingen mit der Großlage Sankt Rochuskapelle die Einzellagen:
- Norden: Schloßberg-Schwätzerchen, Kirchberg, Kapellenberg in Kempten;
- Osten: Pfarrgarten in Kempten und Gaulsheim;
- Süden: Bubenstück, Osterberg, Rosengarten in Büdesheim;
- Südwesten: Scharlachberg in Büdesheim. Der Scharlachberg erhielt überregionalen Bekanntheitsgrad durch die Weinbrennerei Scharlachberg (Scharlachberg Meisterbrand) und das Industriekulturdenkmal Sektkellerei Scharlachberg auf der Route der Industriekultur Rhein-Main

## Tourismus

### Sehenswürdigkeiten
- Kaiser-Friedrich-Turm (ca. 242 m Höhe), ein 1888 errichteter, denkmalgeschützter 21,4 m[4] hoher Aussichtsturm mit zwei Plattformen, geschätzt etwa 50 m südwestlich des Berggipfels
- Rochuskapelle (ca. 185 m), eine der Wallfahrtsstätten des Bistums Mainz, dort liegen seit 1814 die Reliquien des Heiligen Rupert von Bingen und seiner Mutter, der Heiligen Berta von Bingen.
- Burg Klopp auf dem nordwestlichen Rochusberg-Vorgipfel Kloppberg (127,6 m)

### Aussichtsmöglichkeiten
Vom Rochusberg fällt der Blick auf Bingen am Rhein und in das Binger Loch mit dem Mäuseturm und dem Westteil des UNESCO-Welterbes Oberes Mittelrheintal. Auf der nördlichen Seite liegt jenseits des Rheins der Rheingau mit der Stadt Rüdesheim am Rhein. Im Süden blickt man zum Jakobsberg mit dem Kloster Jakobsberg und an der Nahe entlang bis nach Bad Kreuznach, soweit es die Sichtverhältnisse erlauben.

## Sender Bingen
Etwas südwestlich vom Rochusberggipfel befindet sich der Sender Bingen mit seinem Sendeturm auf etwa 242 m Höhe.